# Зьомакі (Венґровський повіт)
Зьомакі (пол. Ziomaki) — село в Польщі, у гміні Ґрембкув Венґровського повіту Мазовецького воєводства.
Населення — 137 осіб (2011).
У 1975-1998 роках село належало до Седлецького воєводства.

## Демографія
Демографічна структура станом на 31 березня 2011 року:
|          | Загалом | Допрацездатний вік | Працездатний вік | Постпрацездатний вік |
| -------- | ------- | ------------------ | ---------------- | -------------------- |
| Чоловіки | 71      | 7                  | 57               | 7                    |
| Жінки    | 66      | 12                 | 37               | 17                   |
| Разом    | 137     | 19                 | 94               | 24                   |